# Ágios Vasílios (Achaïe)
Pour les articles homonymes, voir Ágios Vassílios.
Ágios Vasílios, en grec moderne : Άγιος Βασίλειος, est un village du dème de Patras, district régional d'Achaïe, en Grèce-Occidentale.
Selon le recensement de 2011, la population du village s'élève à 2 662 habitants.